# Francisco Montero Schneider
Francisco Jesús Montero Schneider ( Chiclana de la Frontera, Cádiz, 23 de marzo de 1992), más conocido como Francisco Montero, es un torero español, inscrito en el Registro de Profesionales Taurinos del Ministerio de Cultura con el número 8076, en la categoría de novillero con picadores.

## Biografía
Francisco Montero nació en Chiclana de la Frontera el 23 de marzo de 1992 desde su debut con picadores en 2017 toreó muy poco hasta que se adentró en 2019, pero siempre fue un habitual en las capeas de los pueblos, estando así presente en la mayor parte de las capeas de Ciudad Rodrigo lidiando toros de prestigiosas ganaderías y de gran trapío, estas capeas fueron las que le impulsaron a que torease en algunas plazas en 2019 ya que en 2018 sólo  toreó una novillada en la localidad madrileña de Carabaña, cortando dos orejas y el rabo. En 2017 lidió en su debut en Sepúlveda.

## Carrera profesional
Debutó con picadores el 27 de agosto de 2017 en Sepulveda (Segovia) con novillos de la ganadería Boyano de Paz y Elena Boyano, compartía cartel junto con Jesús Martínez e Igor Pereira, su resultado artístico fue una vuelta al ruedo tras estoquear su primer novillo y silencio en el segundo.

### Temporada 2019
Se presentó en Madrid el 25 de agosto de 2019 con novillos de Saltillo, estando acartelado junto con Alberto Pozo y Alejandro Conquero, su resultado artístico fue ovación en el primero y aplausos en el segundo.
En el mes de diciembre, salió a la luz el compromiso que Francisco Montero adquiría con la afición francesa al verse anunciado en solitario, con seis toros, en la Plaza de toros de Ceret. Entre los hierros seleccionados para este acontecimiento se encuentran las legendarias ganaderías de Saltillo y Concha y Sierra, además de Barcial, Dolores Aguirre, Yonnet y Los Maños.

## Estadísticas

#### 2017
| Plaza     | Fecha      | Resultado artístico | Compañeros de cartel          | Ganadería                                  | Referencias |
| --------- | ---------- | ------------------- | ----------------------------- | ------------------------------------------ | ----------- |
| Sepulveda | 27-08-2017 | vuelta y silencio   | Jesús Martínez e Igor Pereira | Hermanos Boyano de Paz y Elena Boyano Gago |             |

#### 2019
Balance: 9 festejos, 21 orejas y 2 rabos
| Plaza                 | Fecha      | Resultado artístico                        | Compañeros de cartel                      | Ganadería                       | Referencias |
| --------------------- | ---------- | ------------------------------------------ | ----------------------------------------- | ------------------------------- | ----------- |
| Boujan-Sur-Libron     | 29-06-2019 | Vuelta y Ovación                           | Alberto Pozo y Cristian Pérez             | Antonio Patricio Silva          | [ 8 ]       |
| Las Ventas            | 25-08-2019 | Ovación y aplausos                         | Alberto Pozo y Alejandro Conquero         | Saltillo                        | [ 9 ]       |
| Peralta               | 01-09-2019 | Dos orejas y oreja                         | Juan Carlos Benítez y Jesús Mejías        | Dolores Aguirre                 | [ 10 ]      |
| Peralta               | 07-09-2019 | Oreja y oreja                              | Javier Orozco y André Lagravere ‘El Galo’ | José Antonio Baigorri El Pincha | [ 11 ]      |
| Miranda del Castañar  | 09-09-2019 | Dos orejas, dos orejas y dos orejas y rabo |                                           | Barcial                         | [ 12 ]      |
| Villaseca de la Sagra | 10-09-2019 | oreja y oreja                              | José Cabrera y Cristóbal Reyes            | Monteviejo                      | [ 13 ]      |
| Los Navalmorales      | 15-09-2019 | Dos orejas y dos orejas y rabo             | Juan Cervera y Emilio Silvera             | Fuentespino y La Guadamilla     | [ 14 ]      |
| Arnedo                | 28-09-2019 | oreja y oreja                              | Javier Orozco y Daniel Menes              | Partido de Resina               | [ 15 ]      |
| Saint Sever           | 11-11-2019 | Vuelta y 2 orejas                          | Alejandro Mora                            | Coquilla de Sánchez-Arjona      | [ 16 ]      |

## Premios
- 2019: Ganador del Zapato de oro de Arnedo, concedido por el Ayuntamiento de Arnedo (La Rioja).[17]

## Monterinas
Las monterinas es un pase que inventó en Saint Sever y que se realiza durante el final de la lidia del toro; trata de imitar unas manoletinas y unas saltilleras pero con el capote de paseo